# Людвіг II (великий герцог Баденський)
Людвіг II (нім. Ludwig II.; 15 серпня 1824 — 22 січня 1858) — 5-й великий герцог Баденський в 1852—1856 роках. Фактично не володарював через хворобу.

## Життєпис
Походив з династії Церінгенів. Старший син Леопольда, великого герцога Баденського, та Софії Гольштейн-Готторпської. Народився 1824 року в Карлсруе. Здобув гарну освіту. Потім з братом Фрідріхом здійснив поїздки до Нідерландів й Північної Італії.
1842 року оголошується спадкоємцем трону, став членом Першої палати Баденських постійних зборів. У 1842—1843 роках разом з братом перебував у Відні. Згодом навчався в Гайдельберзькому університеті. 1846 року фактично відійшов від державних справ. 1852 року його було визнано недієздатним через психичну хворобу. Урядування фактично перейшло до його брата Фрідріха. Невдовзі той стає регентом. 1856 року Фрідріх оголосив себе великим герцогом Бадену. Людвіг II помер 1858 року.